# 스페이스 샤워 뮤직
스페이스 샤워 뮤직(영어: Space Shower Music, 일본어: スペースシャワーミュージック)은 스페이스 샤워 네트워크가 소유한 일본의 음반사이자 연예 기획사로, 스페이스샤워TV의 운영사로 가장 잘 알려져 있다.